# Euromedia
Pour les articles homonymes, voir EMF.
Euromedia est une entreprise française de prestations techniques audiovisuelles, filiale d'Euro Media Group.
Euromedia est née de la fusion d'Euro Media Télévision, de la SFP et de VCF.
Euromedia possède deux filiales : Digital Vidéo Sud (Ralentis et Ultra Ralentis) et Livetools Technology (cellule de R&D dans la transmission HF).

## Historique

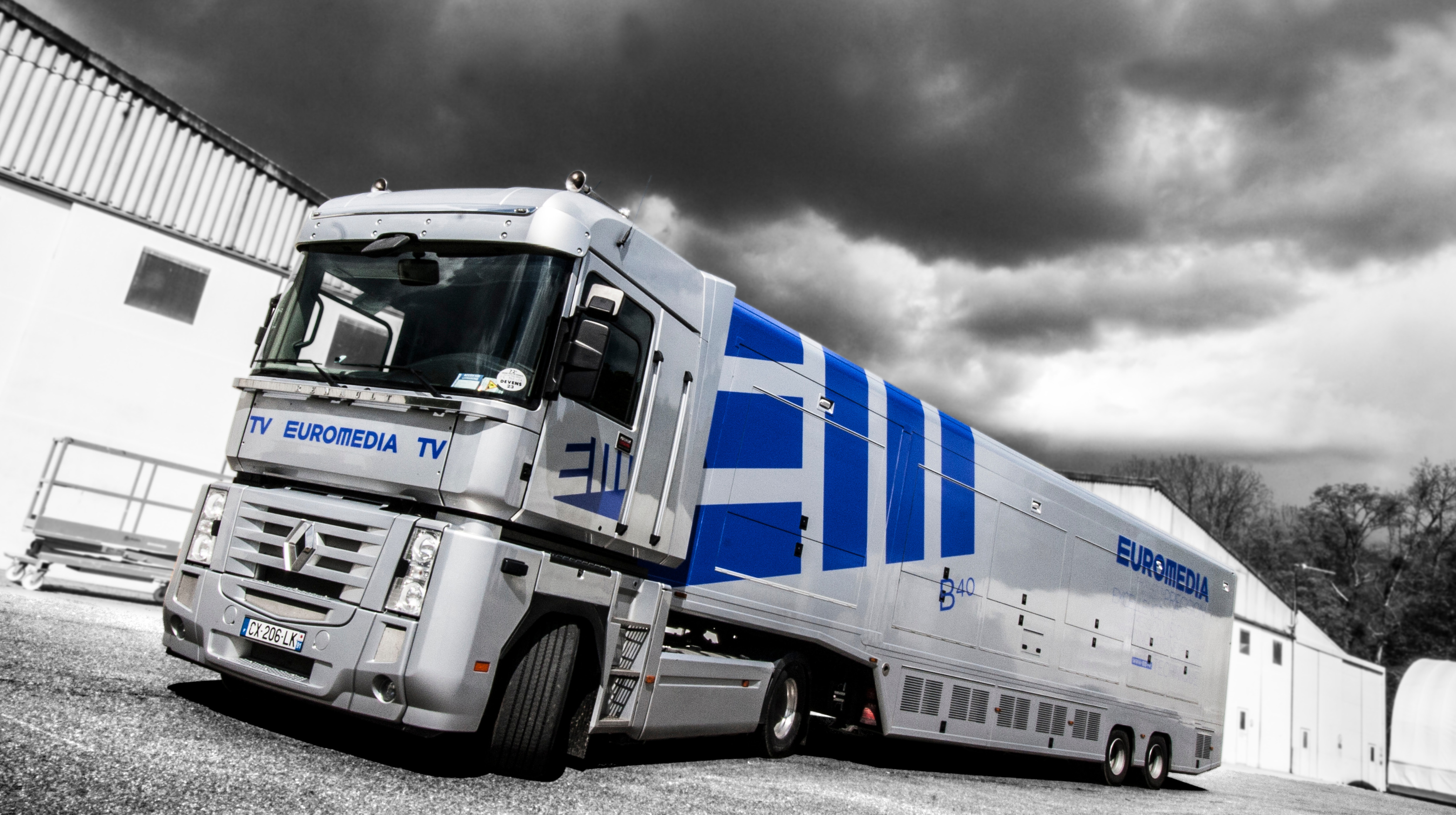
Car régie B40 d'Euromedia.

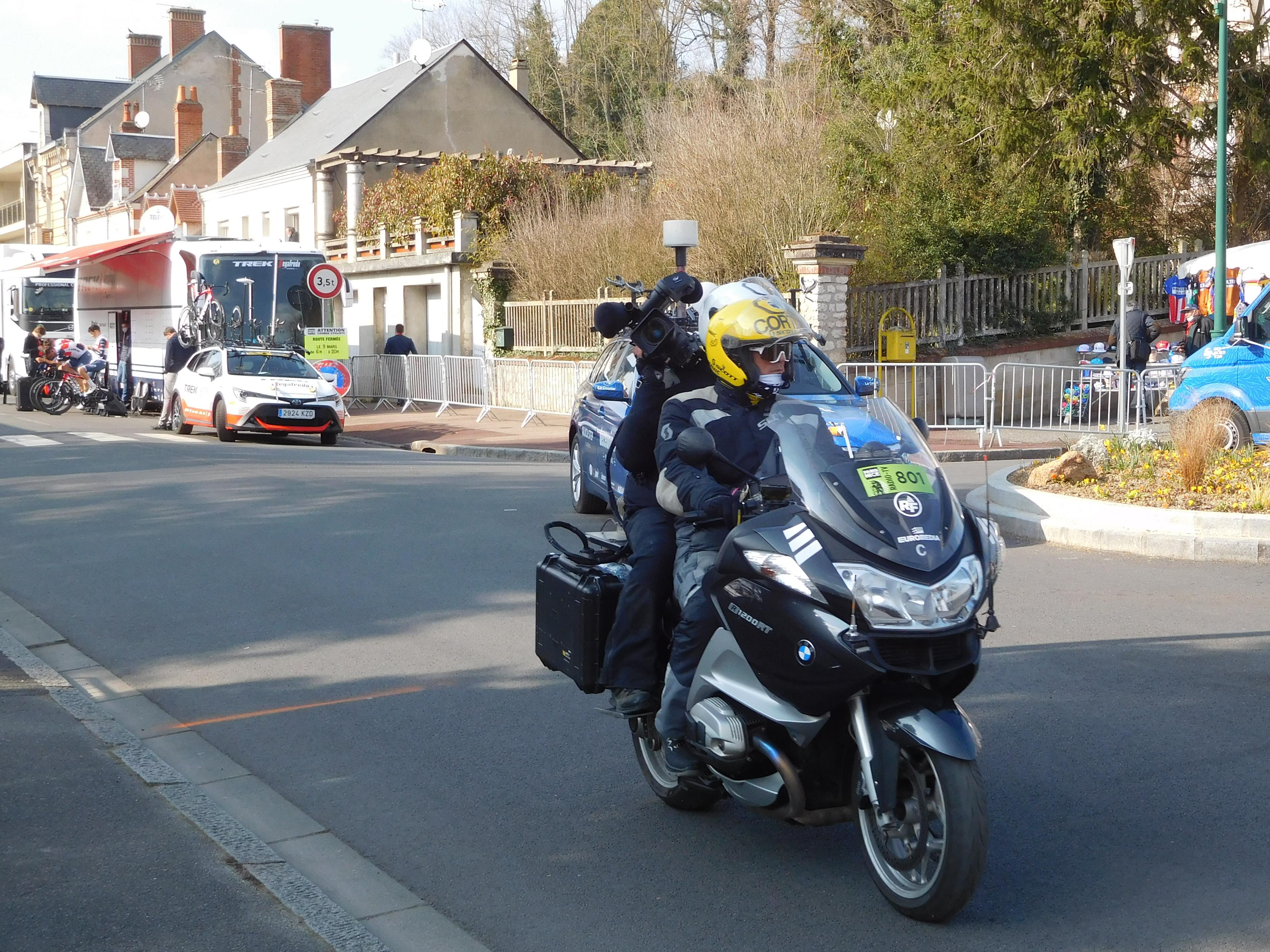
Moto d'Euromedia au Paris-Nice 2021.

En 1983, Jean-Pierre et Chantal Barry, Luc Geoffroy et Yves Brunet se réunissent pour créer Euro Media Télévision.
En 2001, associé au groupe Bolloré, Euro Media Télévision rachète la SFP.
En septembre 2007, la société fusionne avec UBF Media Group pour devenir Euro Media Group.
La société est désormais implantée dans huit pays européens :
- la France ;
- la Belgique ;
- les Pays-Bas ;
- le Royaume-Uni ;
- l’Allemagne ;
- l'Italie ;
- l'Espagne ;
- et la Suisse.

Le 1er janvier 2010, les trois sociétés SFP, VCF et Euro Media Télévision fusionnent pour devenir Euromedia France. Deux ans plus tard, Chantal Barry est remplacée par Thierry Drilhon.
En avril 2014, PAI Partners devient l'actionnaire majoritaire d'Euro Media Group. En février 2015, Lionel Vialaneix est nommé président d'Euromedia. En septembre 2015, les studios de Boulogne sont rachetés par le groupe Vivendi. En mai 2017, Euromedia cesse ses activités plateaux et vend ses studios (sept au total).

En décembre 2021, AMP Visual TV rachète les activités vidéo-mobiles de Euromedia France

En 2024 Euromedia fusionne avec GravityMedia 